# Теракт в гостинице «Марриот» (Исламабад, 2008)
Террористический акт, произошедший в гостинице Марриот в столице Пакистана Исламабаде 20 сентября 2008 года. В результате теракта погибло 54 человека, в том числе и посол Чехии, ранено 266 человек.
По сообщениям информ-агентств, террорист-смертник направил грузовик, начинённый взрывчаткой, на гостиницу. Во время столкновения произошёл взрыв, разрушивший часть здания и вызвавший пожар.
Министерство внутренних дел Пакистана обвинило в подготовке и осуществлении теракта в гостинице Марриот боевиков движения «Талибан».
О своём причастии к теракту заявила «Аль-Каида».

## Примечания

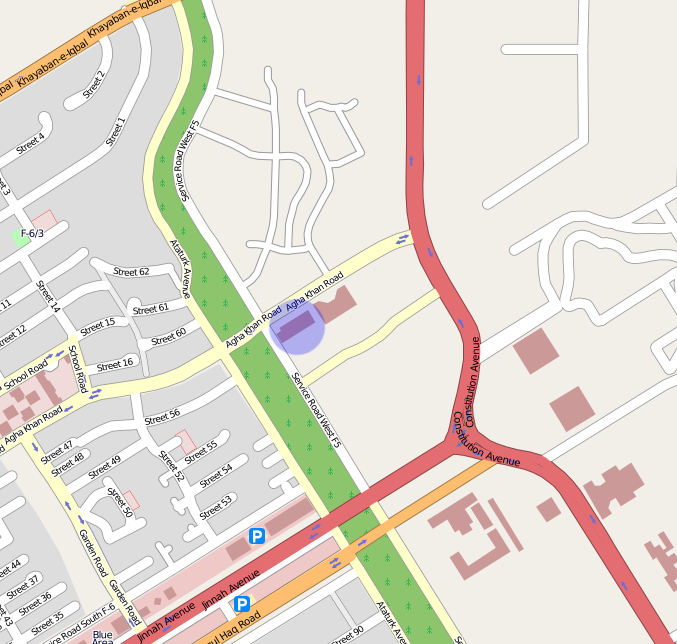
Расположение отеля на карте Исламабада